# Pied-de-mouche
Pour les articles homonymes, voir Mouche (homonymie).
Le pied-de-mouche est un symbole typographique qui marque la fin d'un paragraphe ou un alinéa.

## Histoire

Évolution de l'abréviation de capitulum.

Anciennement le pied-de-mouche avait pour fonction dans un manuscrit de signaler le début d'un chapitre ou d'un paragraphe, un point particulier, ou bien, dans un dictionnaire ou un lexique, de séparer les différentes acceptions d'une même entrée. 
Sa forme provient du signe C, abréviation du mot latin capitulum (chapitre). Par la suite, le C a été barré pour mieux le distinguer du texte (⸿). La forme du C est encore bien visible dans un incunable de la Somme théologique, daté de 1477 (voir image) : les pieds-de-mouche y ont été dessinés à la main à l'encre de couleur pour mieux mettre en évidence les démarcations du texte.
Selon Marc H. Smith, le pied de mouche ne serait pas une évolution du C de capitulum mais d'une forme de potence, dont l'excroissance hémi-circulaire à gauche, agrandie avec le temps, a été assimilée tardivement à la lettre C.
Le pied-de-mouche tombe en désuétude chez les imprimeurs de la seconde moitié du XVIe siècle, qui préfèrent marquer les changements de paragraphe en les faisant commencer par un alinéa et en les terminant par un retour à la ligne.

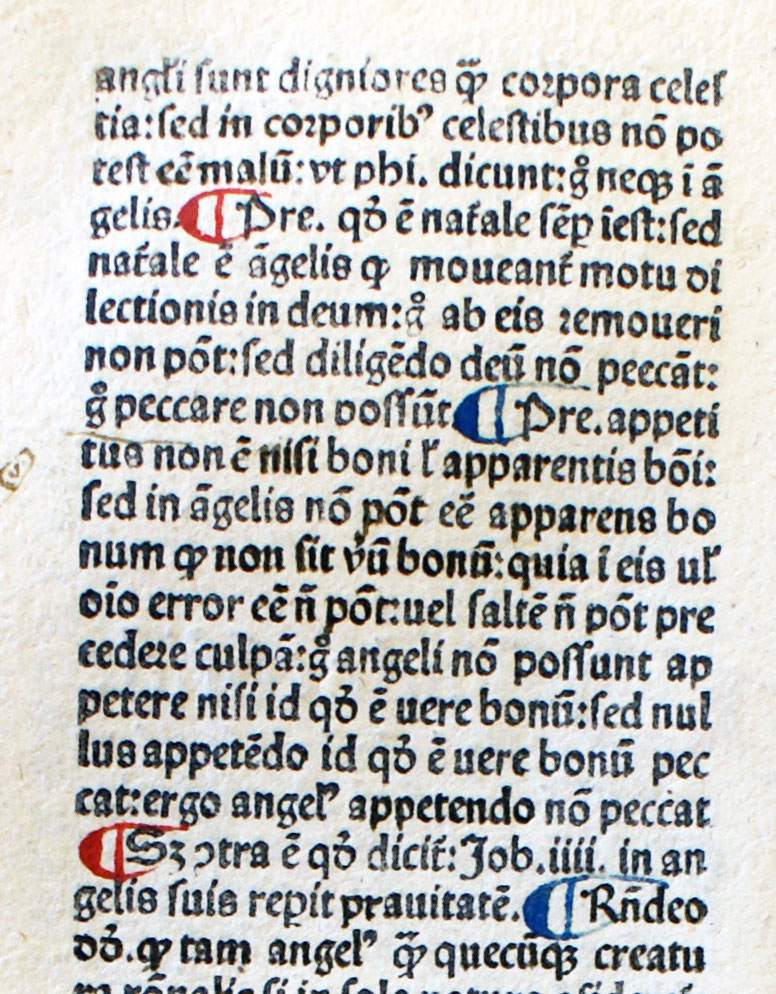
Thomas d'Aquin, Somme théologique, édition incunable, Venise, Nicolas Jenson, 1477.

## Emploi actuel
Le pied-de-mouche est parfois encore employé dans certaines publications à des fins esthétiques.
En informatique, il consiste en un caractère non imprimable qui marque la présence d'un code de fin de paragraphe, ou un caractère imprimable qui symbolise une fin de paragraphe. Dans les logiciels de publication assistée par ordinateur et de traitement de texte, le caractère non imprimable s'obtient par la touche entrée quand l'imprimable s'obtient de diverses façons (voir ci-bas). Il est normalement masqué, mais on peut choisir de l'afficher afin de mieux repérer les fins de paragraphe. À ce symbole sont attachées les propriétés typographiques et de mise en page du paragraphe : retraits, espacements, interligne, etc. 
Il ne faut pas confondre la fin de paragraphe avec la fin de ligne, généralement symbolisée par une flèche à angle droit (↲) ; celle-ci consiste en un retour à la ligne à l'intérieur d'un paragraphe.
En Unicode, le caractère imprimable s'appelle PIED-DE-MOUCHE, son code est U+00B6. Sur Windows, ses raccourcis sont alt + 0182 et alt + 20. Sur Mac, il s'obtient par Option+6. Son entité de caractère HTML est &para;. Son code Linux est U+00B6. En LaTeX, il s'obtient avec la commande \P.
Il existe aussi trois autres caractères Unicode : 
- ⁋ (pied-de-mouche réfléchi, 204B),
- ❡ (pied-de-mouche de fantaisie à jambage courbé, 2761)
- ⸿ (capitulum, 2E3F).